# Шехтель Федір Осипович
Шехтель Федір (Франц Альберт) Осипович (7 серпня, 1859, Санкт-Петербург, Російська імперія — 7 липня, 1926, Москва, РРФСР, СРСР) — російський архітектор, живописець, графік і сценограф доби сецесії німецького походження.

## Життєпис. Родина Шехтелів
Народився в Санкт-Петербурзі в сім'ї русифікованого німецького інженера-технолога. Родина Шехтелів походила з Баварії, та оселилась в Росії. У 1820-ті роки дід Федора Шехтеля перебрався в місто Саратов. Матеріальний стан родини покращили вдалі торгові операції. Згодом до майна родини належало декілька крамниць, місцевий готельчик, декілька будинків в місті, ткацька фабрика, заводик по виробництву крохмалю. Справи діда продовжили п'ятеро його синів, що утримувались разом через заповіт про нероздільність родинного капіталу. Бізнес родини Шехтелів розширили і вони мали крамниці в Красноярську, Єнісейську, Нижньому Новгороді, а згодом в Москві і в Санкт-Петербурзі.
Організаційними здібностями відрізнявся дядько Федора, Франц Осипович Шехтель, купець 1-ї гільдії. 1840 року Франц Осипович став одним з засновників першого в місті літературно-музичного купецького гуртка — Німецького танцювального клубу. 1858 року він став засновником саратовського Комерційного клубу. А через рік, в 1859 — в своєму заміському маєтку створив сад «Тіволі», де наказав вибудувати дерев'яний літний театр, відвідини якого були платними. Театр Франца Осиповича не зберігся, але започаткував та зміцнив театральну традицію в місті. Сучасний Саратовський академічний театр драми вибудуваний на колишньому місці приватного театру Франца Шехтеля.

## Батько

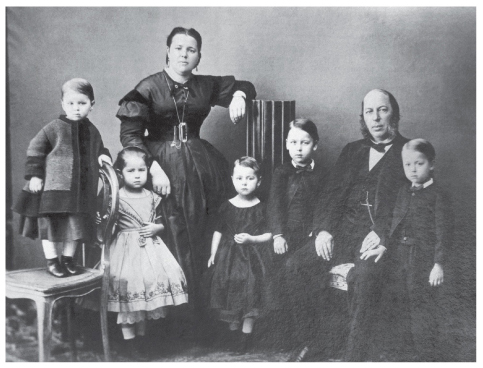
Родинне фото 1865 р. Федір Шехтель крайній праворуч поряд з батьком.

Батьком Федора був наймолодший серед синів діда. Його відрядили в Санкт-Петербург, де він закінчив курс в столичному Технологічному інституті. Осип Шехтель пошлюбився в столиці з Розалією Готліб. Коли малому Федору було шість років, родина перебралася на житло знову в Саратов, бо брати померли, а старший — важко хворів. В лютому 1867 року помер і батько, залишивши дружину з шістьма дітьми.

## Шехтелі і Третьякови
Матеріальний стан родини погіршився. І 1871 р. мати за протекції Т. Жегіна перебралась до Москви, де стала економкою в родині купця Павла Третьякова (1832—1898), відомого засновника картинної галереї.

## Навчання
Федір Шехтель (тоді ще Франц Альберт) почав навчатися в Саратовській чоловічій гімназії — єдиному на той час в місті навчальному закладі, що давав середню освіту та право без іспитів поступати в Казанський університет. Але навчатися в університеті Шехтелю не довелося. Родина належала до католиків. 1873 року Франц Альберт Шехтель став одним з 43-х «казеннокоштних» вихованців римо-католицької єпархіальної семінарії. Семінарію в Саратові заснували 1856 року для підготовки дітей німецьких колоністів в священики нової тираспольської католицької єпархії. Вихованці училища мешкали в семінарії постійно. 1875 року Франц Альберт отримав свідоцтво про закінчення повного курсу католицької семінарії, але не відбув в Тирасполь. Шістнадцятирічного на той час юнака забрали до Москви.

## Початок творчого шляху

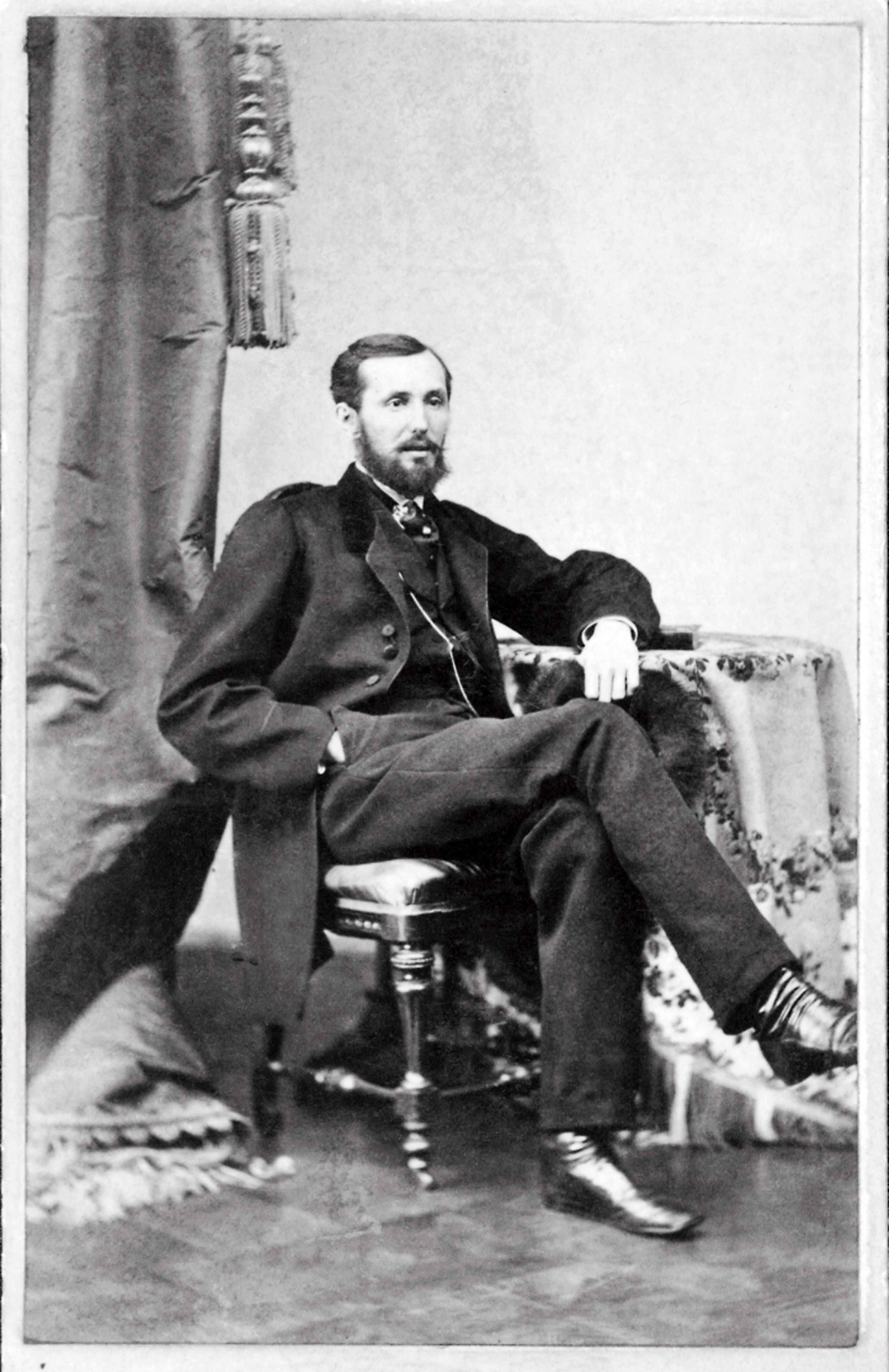
Архітектор Олександр Камінський.

У Москві син возз'єднався з матір'ю і оселився поряд з нею в будинку родини Третьякових. Павло Михайлович звернув увагу на здібного юнака і сприяв його подальшій кар'єрі. Невдовзі Шехтеля відрядили в майстерню московського архітектора О. С. Камінського (1829—1897), вихідця з українського дворянства, представника стилю еклектика. (Камінський був автором першої споруди Третьяковської галереї). Початківець Шехтель почав опановувати креслення і архітектурний малюнок. Відомо, що він реалізував проект О. С. Камінського — особняк на Німецькій вулиці для П. В. Щапова. Співпраця з Камінським тривала майже десять років і перервалась в зв'язку з відходом останнього від архітектурної творчості. 1875 року Ф. Шехтель став учнем архітектурного відділення Московського училища живопису, скульптури і архітектури (його керівник — Д. Н. Чичагов). Серед знайомих митця — Ісак Левітан та Микола Чехов, брат Антона Павловича Чехова. Невдовзі вони також познайомились. 1878 року Шехтеля відрахували з училища за погані відвідини навчального закладу. Є припущення, що він почав самостійно працювати, бо хвора мати облишила працю у Третьякових. Матеріальне утримання матері Федір перебрав на себе.

## Прихильність до театру і малюнку

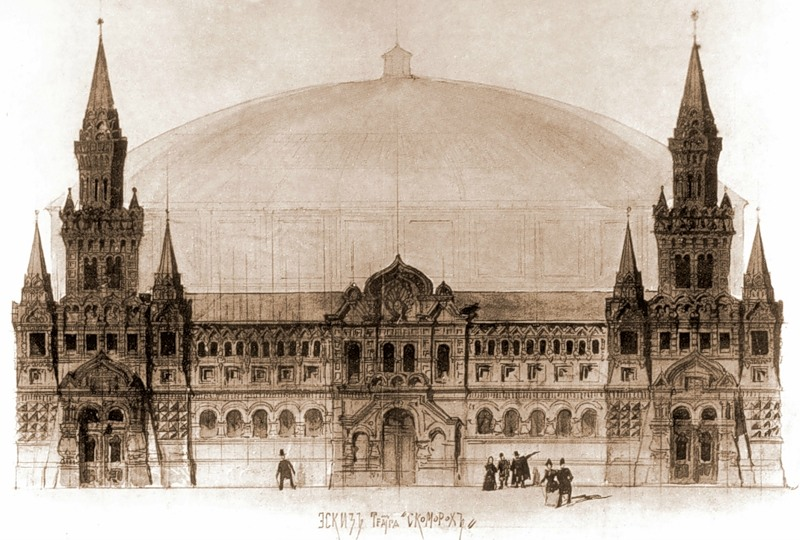
Эскиз Ф. О. Шехтеля. Театр «Скоморох» для Москви. Проект фасаду, 1886 рік.

Значущою сторінкою життя і творчості Федора Шехтеля були прихильність до малювання (дизайну, як це називають зараз) та до театру. 1882 року він почав співпрацювати з відомим московським антрепренером М. В. Лентовським, котрий починав власну театральну кар'єру в Саратові, в приватному літньому театрі дядька архітектора.
В тому ж році Федір Шехтель пристосував для театру Лентовського «Скоморох» споруду колишнього цирка Гінне на вулиці Воздвиженка, а також виконав для Нового театру декорації та костюми до вистави «Політ на Місяць». Він працював театральним художником і для вистав «Уріель Акоста» та «Лісовий мандрівник». Трохи згодом Шехтель реалізував для Лентовського побудову «Фантастичного театру» в московському саду «Ермітаж», декорував Московський Манеж до святочних гулянь. В період 1884–1887 років Шехтель вибудував для М. В. Лентовського театрально-розважальний ансамбль «Кинь-Грусть» в парку Лівадія в Санкт-Петербурзі, а також новий відкритий театр «Антей» на 1700 місць в саду «Ермітаж».

## Споруда московського Художнього театру

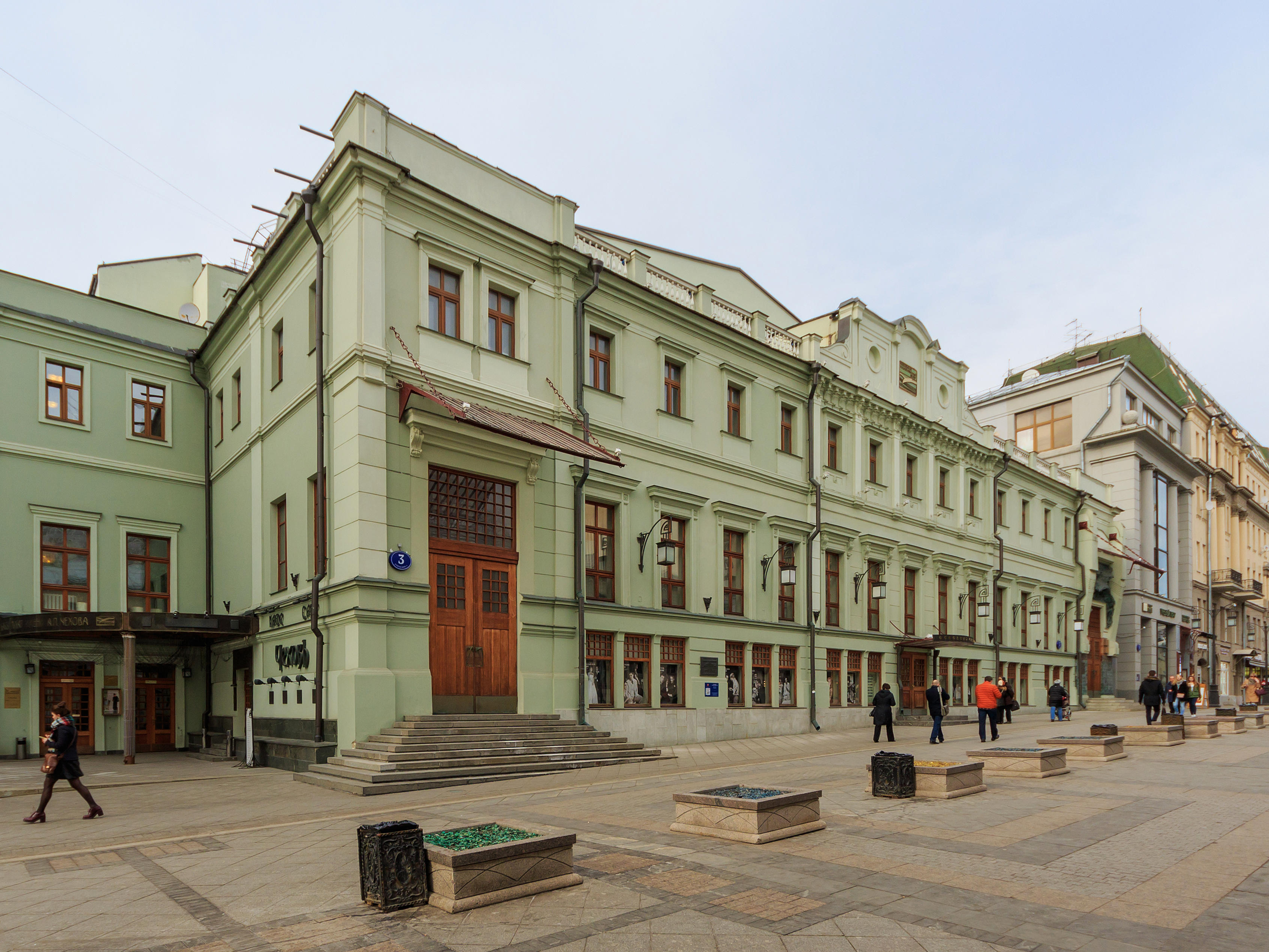
Московський Художній театр, головний фасад.

Приятельські або родинні стосунки з театральним світом сприяли отриманню Шехтелем замови на перебудови та декорування московського Художнього театру. Останній зберіг буденний фасад споруди 19 ст. Фасад лише трохи модернізують 1903 року та декорують рельєфом «Хвиля», зробленим жінкою-скульптором Голубкіною.
Театр починався з гардеробної. Вона ділова, має майже конторський характер, в декоруванні переважає деревина. Це був бідний театр для небагатої публіки, тому архітектор відмовився від яскравого живопису, пишних ліплених орнаментів та золочення . Цих типових засобів декорування театрів позбавлені і гардеробна, і кулуари, й глядацька зала. Неяскравими були і панівні кольори — болотний та темно-коричневий. В глядацькій залі був відсутнім плафон (живопис) з алегоричними фігурами чи персонажами популярних п'єс. Замість нього — металево-сріблясте коло з рясно розвішаними ліхтарями. Місце плафона посіли графічні смуги, що спрямовували погляд глядача до сцени. Графічність взагалі головувала в декорі театральних інтер'єрів, в небагатьох орнаментах і навіть в невибагливо простому малюнку театральної завіси з чайкою. В театрі головувала ідея не парадного декору і розваг, а спрямованість на сцену і на сприйняття мистецтва серйозного, демократичного, психологічно багатого. Не дивно, що стилізована чайка стала популярним символом московського Художнього театру, впізнаваним логотипом закладу, як сказали б нині.

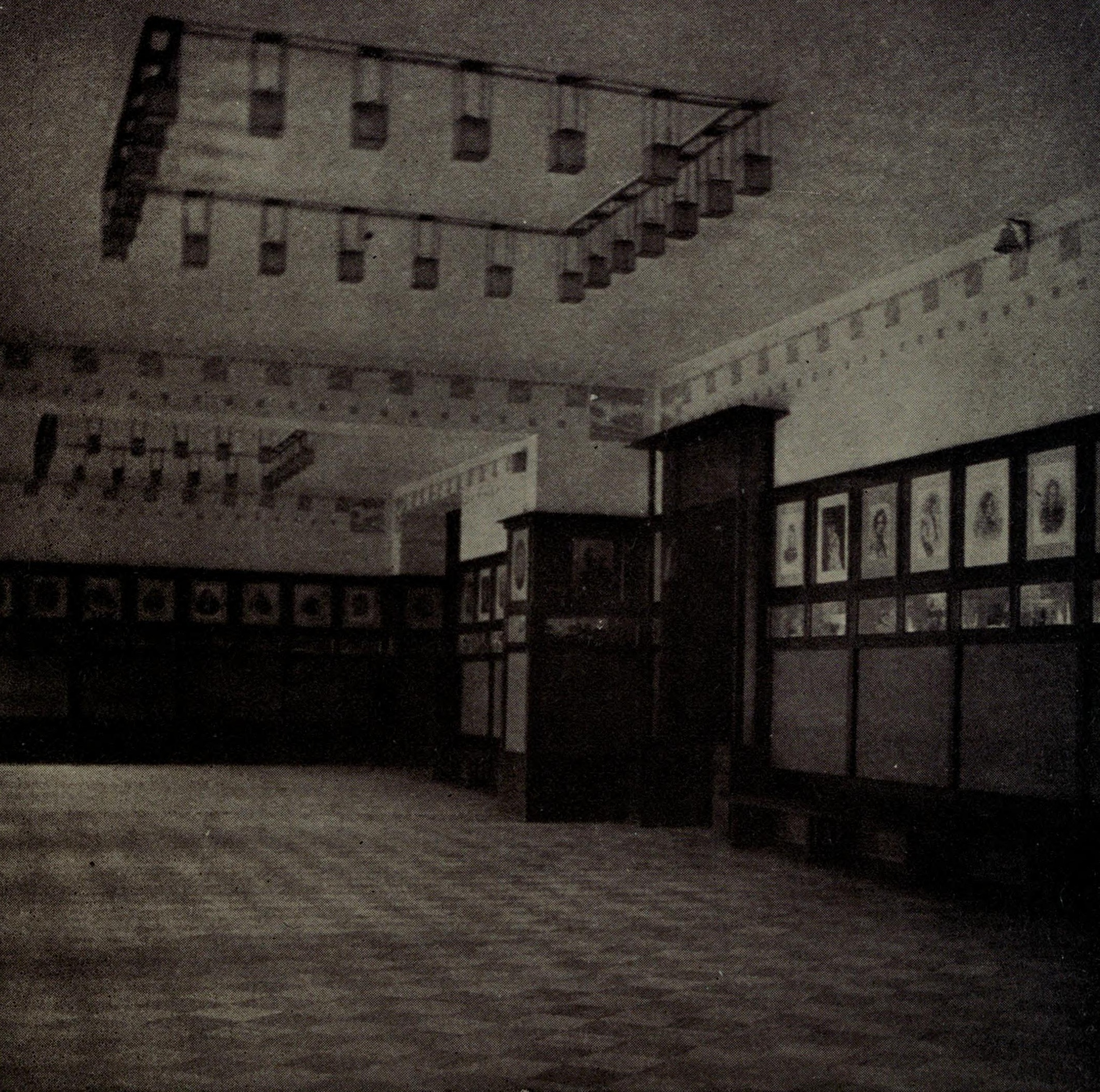
Театральне фоє
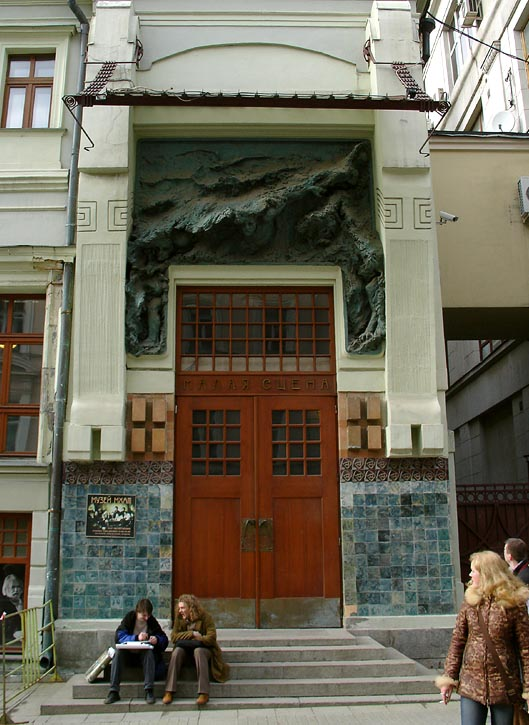
Головний вхід зі скульптурою «Хвиля»
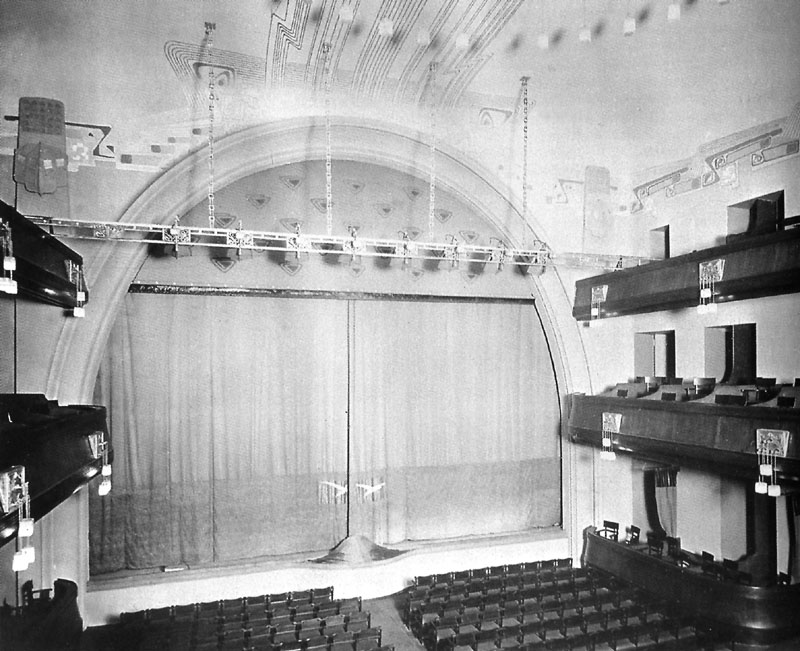
Театральна завіса з чайкою. Фото 1903 року.

## Особняк (опрічник) дружини Савви Морозова
Навпаки, пишність і наповненість творами мистецтва була присутня у багатому помешканні, котре придбав для власної дружини Савва Морозов. Будинок перебудував Федір Шехтель і наново його декорував, посилаючись на палаци аристократів чи нових буржуа. Шехтель напружився і для нової споруди створив близько шести сотень (600) індивідуальних проектів-креслеників. Серед запрошених для декорування художників були Михайло Врубель та Костянтин Богаєвський.
Михайло Врубель створив три нові панно для Малої вітальні. Черговим парадним приміщенням палацу була Велика вітальня, де стіни декорували не живописом, а коштовним штофом. По смерті Савви Морозова вдова продала палац, котрий придбав Михайло Рябушинський. Він і замовив художнику Костянтину Богаєвському три монументальні картини, що нагадували старовинні гобелени з фантастичними краєвидами. Богаєвський створив три панно з назвами «Скеля», «Сонце» і «Далечінь». Так у одному палаці зійшлися твори Врубеля і Богаєвського.

## Художник часописів і книг
Зацікавленість в малюванні відбилась в роботі Шехтеля як штатного художника в журналі «Сверчок». Платня була мала і Шехтель підробляв в різних виданнях, в журналі «Будильник», в інших московських газетах. Журнальним псевдонімом митця був кумедний «Финь-Шампань». Шехтель зробив ескізи до книг Антона Чехова «Пёстрые рассказы», до видання Івана Тургенєва «Записки охотника» та ін. В творчому доробку митця — навіть ескізи до ресторанних меню та афіші.

## Зміна соціального стану і одруження
1880-ті роки принесли зміни в приватному житті митця. Покращився його матеріальний стан і він разом з матір'ю оселився в зручному і недешевому помешканні на Тверській вулиці. 15 липня 1887 року 28-річний Франц Осипович пошлюбився з Наталею Тимофіївною Жегіною. Влітку того ж року Шехтеля зарахували до Московської другої купецької гільдії. 1889 року молоде подружжя з двома новонародженими дітьми (сином і донькою) оселилося в будинку на Петербурзькому шосе.

## Смерть
Помер в Москві. Поховання відбулось на Ваганьковському кладовищі

## Вибрані твори
- Будинок Щапова, Москва
- Садиба Олександра Локалова, Ярославська область, с. Велике, нині Дитячий будинок
- Особняк Шаронова, Таганрог, нині Музей містобудівництва і побуту
- Ярославський залізничний вокзал, Москва
- Садиба Дервіза Кириці, Ярославська область
- Кінний завод Дервіза, Стожилово, Ярославська область
- Садиба Дервіза Соха, Ярославська область
- Дерев'яна дача Морозова,
- Особняк С. Т. Морозова, Спірідоновка, Москва
- Особняк С. П. Рябушинського, вул. Мала Никитська, Москва
- Особняк О. І. Дерожинської-Зиминої, Кропоткинський провулок, Москва, нині посольство Австралії в Росії.
- Заміський будинок В. Шилова, Московська губернія
- Садиба князя Голіцина, Судак, Крим
- Садиба Г. К. Ушкова, склади для вина, Форос, Крим
- Каплиця Михайлівської церкви, Таганрог
- Фасад театра Георга Парадіза (нині театр ім. В. Маяковського), Москва
- Павільйони на ходинському полі, Всеросійська художньо-промислова виставка, Москва
- Дозвільно-театральний комплекс «Кинь-Грусть» в парку Лівадія, Санкт-Петербург
- церква Спаса, Іваново
- Єрмолаєвський провулок, Москва
- особняк М. С. Кузнецова на 1-й Мещанській вулиці, Москва
- друкарня Левенсона, Трьохпрудний провулок, Москва
- павільйон Російської імперії, Міжнародна виставка в Глазго, Велика Британія
- Художній театр, Москва
- друкарня П. П. Рябушинського «Утро России», Москва
- банк «Товарищества мануфактур» П. М. Рябушинського, Біржова площа, Москва
- Прибутковий будинок Строгановського художньо-промислового училища, Москва
- кінотеатр «Художественный», Арбатська площа, Москва
- Чеховська бібліотека, Таганрог
- Музей Чехова, Таганрог
- Білокриницька церква Трійці в Балаково, Самарська губернія
- другий власний будинок Шехтеля, Москва, вул. Велика Садова

## Галерея споруд

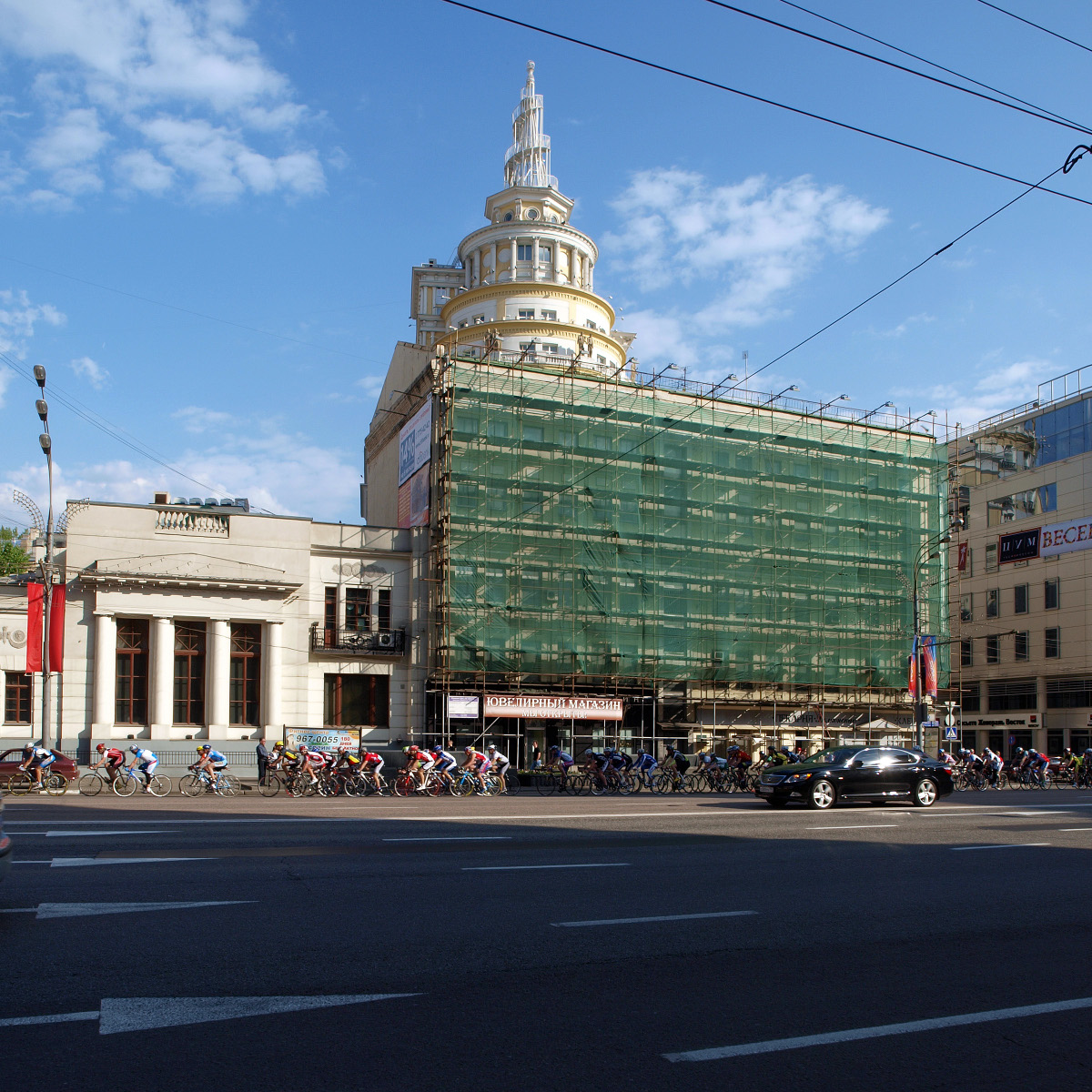
Москва, вул. Велика Садова. Шехтелівський одноповерховий будинок ліворуч в сучасному капіталістичному оточенні
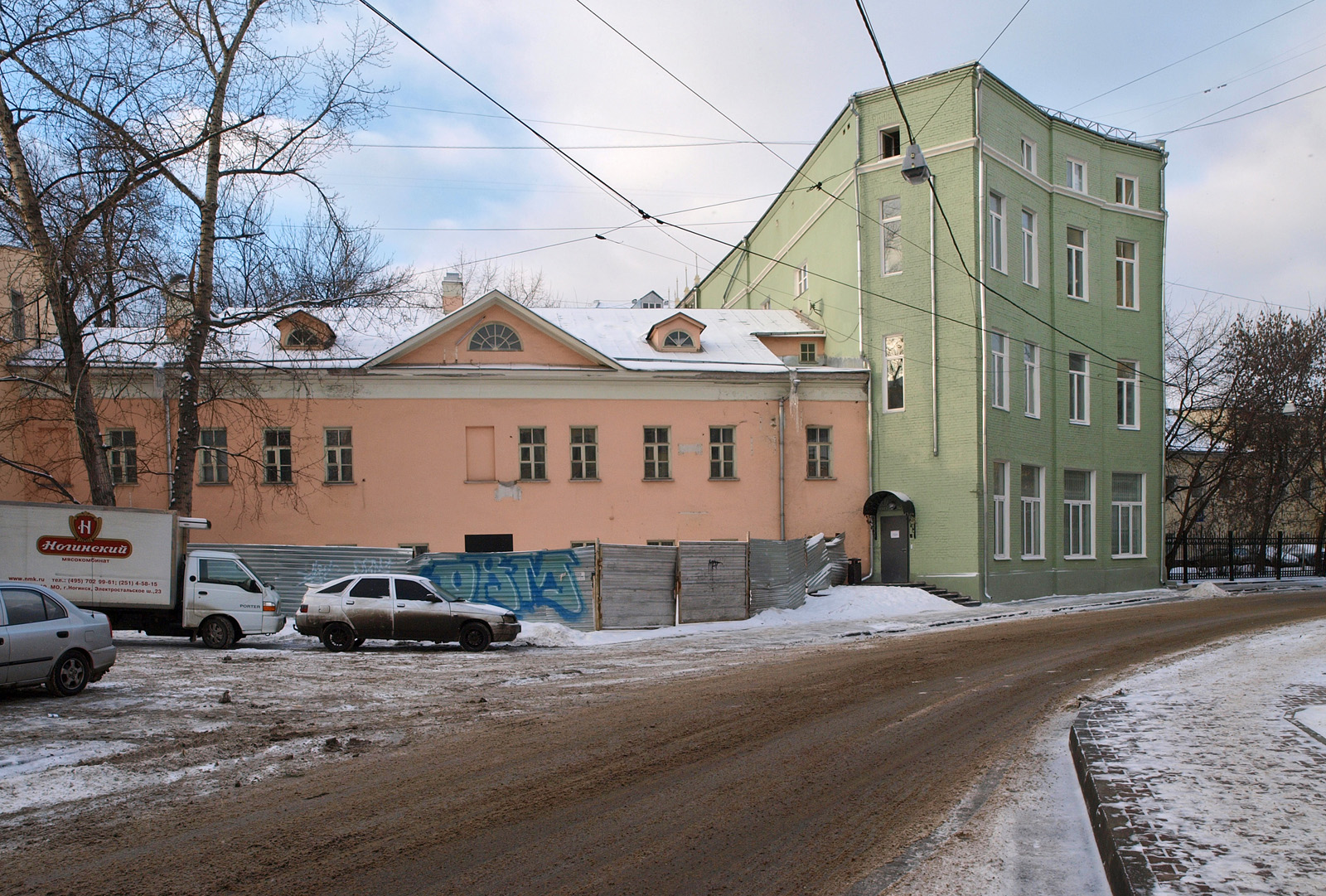
Зелена споруда—крамниця Крестовнікової, вул П'ятницька.
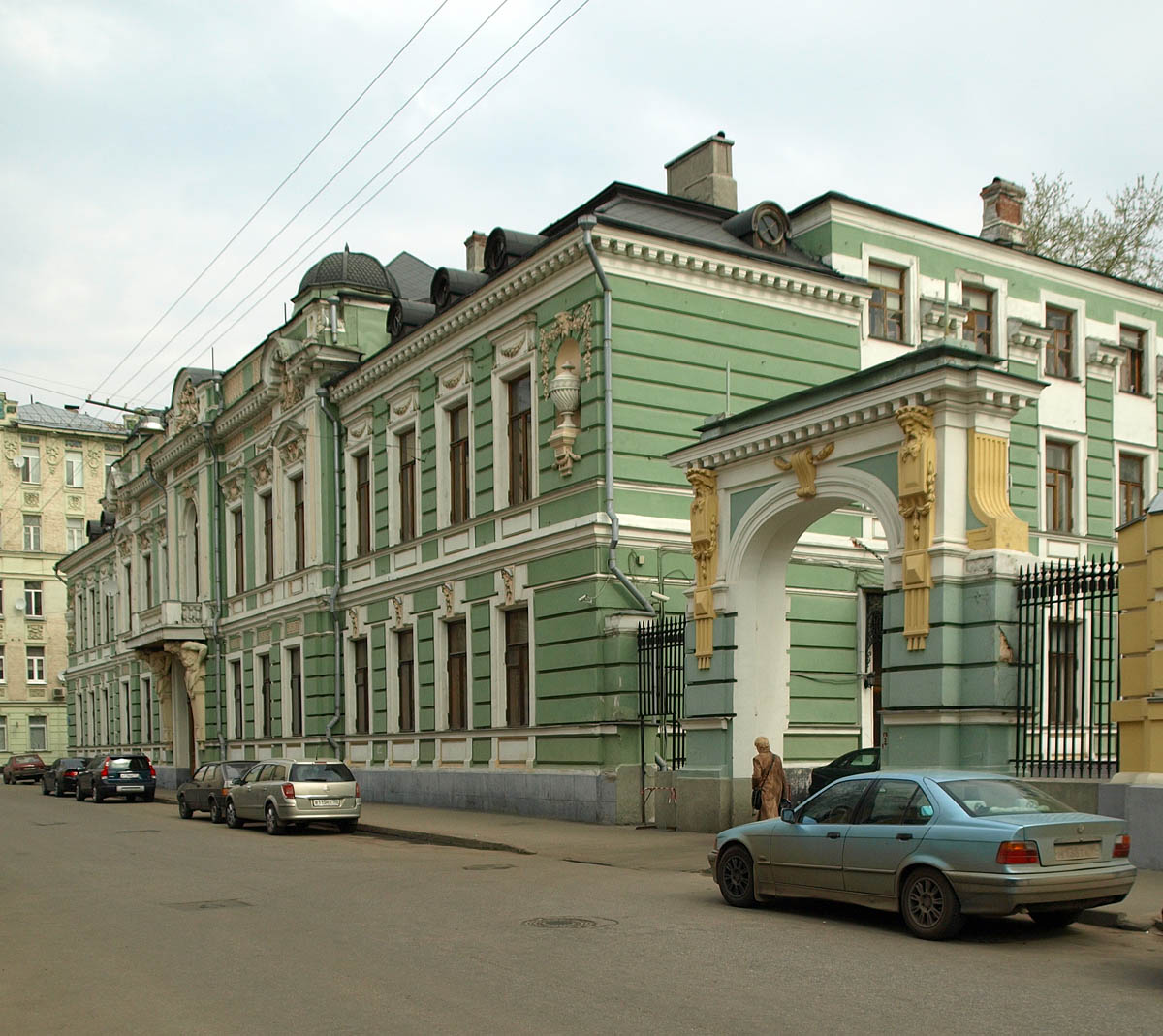
Особняк Морозова, Підсосенський провулок.
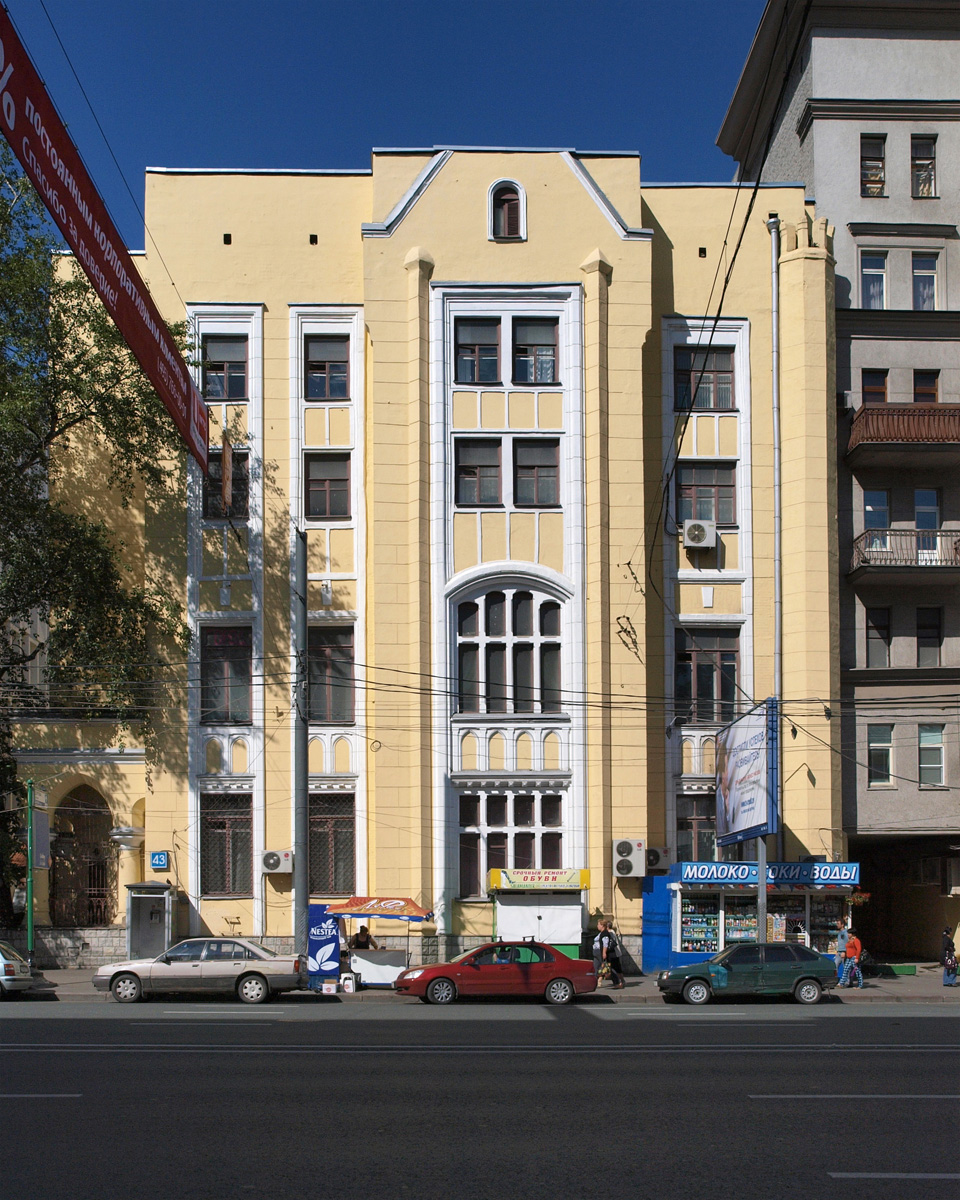
Споруда на пр. Миру
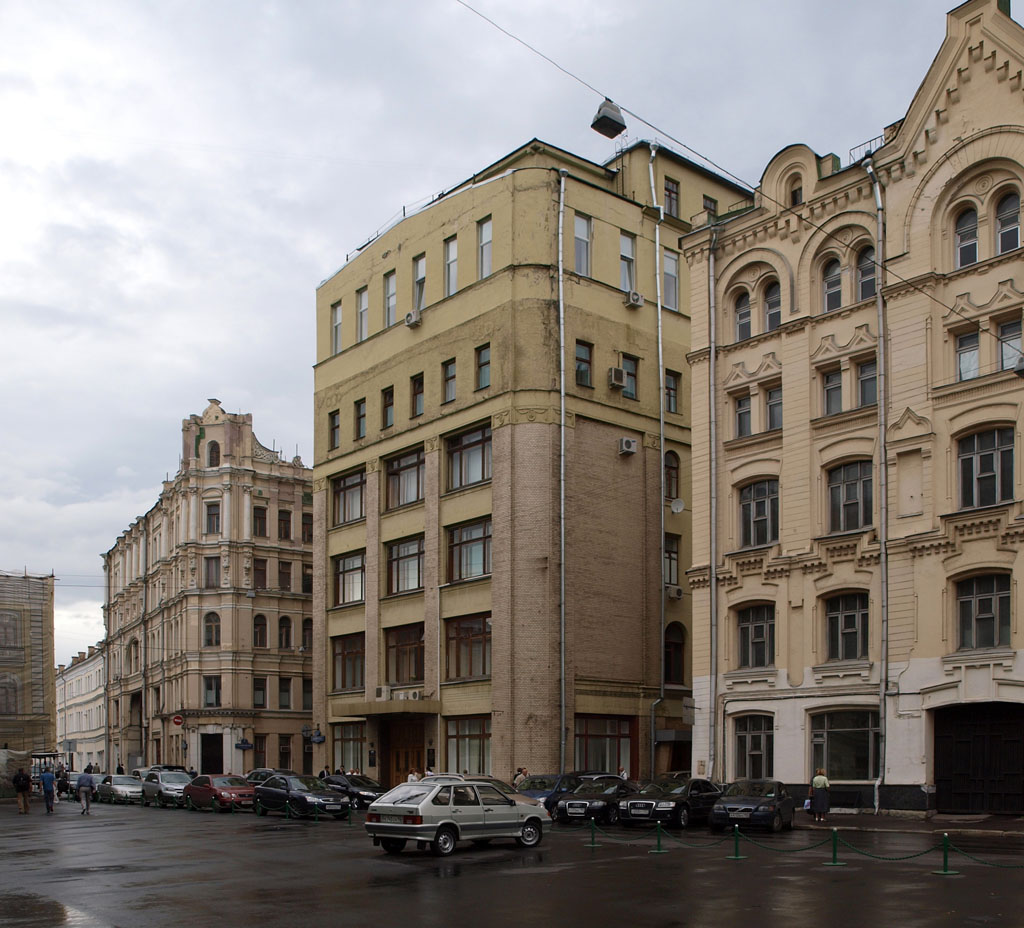
Москва, забудова Біржової площі.